# Rumex hymenosepalus
Rumex hymenosepalus är en slideväxtart som beskrevs av John Torrey. Rumex hymenosepalus ingår i släktet skräppor, och familjen slideväxter. Inga underarter finns listade i Catalogue of Life.